# Coppa Placci 1978
La Coppa Placci 1978, ventottesima edizione della corsa, si svolse il 23 settembre 1978 su un percorso di 210 km. La vittoria fu appannaggio dell'italiano Gianbattista Baronchelli, che completò il percorso in 5h26'00", precedendo i connazionali Roberto Ceruti e Carmelo Barone.

## Ordine d'arrivo (Top 10)
| Pos. | Corridore                | Squadra                    | Tempo    |
| ---- | ------------------------ | -------------------------- | -------- |
| 1    | Gianbattista Baronchelli | Scic-Bottecchia            | 5h26'00" |
| 2    | Roberto Ceruti           | Mecap-Selle Italia         | a 1'16"  |
| 3    | Carmelo Barone           | Fiorella Mocassini-Citroën | s.t.     |
| 4    | Fabrizio Fabbri          | Sanson-Campagnolo          | a 1'32"  |
| 5    | Bernt Johansson          | Fiorella Mocassini-Citroën | a 3'25"  |
| 6    | Wladimiro Panizza        | Vibor                      | s.t.     |
| 7    | Alfio Vandi              | Magniflex-Torpado          | s.t.     |
| 8    | Stefano D'Arcangelo      | Intercontinentale Ass.     | s.t.     |
| 9    | Corrado Donadio          | Vibor                      | a 5'45"  |
| 10   | Clyde Sefton             | Fiorella Mocassini-Citroën | s.t.     |